# Malta, Idaho
Malta är en ort i Cassia County i delstaten Idaho, USA.